# Март Рауд
Март Рауд (ест. Mart Raud; 14 вересня 1903, волость Пярсті, Вільяндімаа — 6 липня 1980, Таллінн) — естонський радянський письменник. Заслужений письменник Естонської РСР (1946), народний письменник Естонської РСР (1972).
Народився в селянській родині. У 1918 році вступив до гімназії в місті Вільянді. Друкувався з 1919 року.
У 1924—1925 роках відвідував лекції в Тартуському університеті.
Після окупації Естонії в 1940 він був лояльним до нового режиму і дистанціювався від своїх попередніх супутників літератури, багато з яких були депортовані до Сибіру.

Член ВКП(б) з 1945. У 1946 році був головним редактором журналу «Looming» («Творчість»).
Син — дитячий письменник Ено Рауд.

## Твори
- Вибране. [Вірші], Таллінн, 1949; Вибране. [Вірші і поема], М., 1957;
- Не відводячи очей. Оповідання, М., 1962;
- Кам'янисті борозни. Оповідання. Повість. [Вступ. ст. О. Баришева], М., 1970.